# Lenguas kutubuanas orientales
Las lenguas kutubuanas orientales o lenguas del lago Kutubu oriental son una pequeña familia lingüística de lenguas papúes, usualmente clasificadas como parte de las lenguas trans-neoguineanas de acuerdo con la clasificación de Malcolm Ross. Se hablan en la región del Lago Kutubu.
Se han documentado dos lenguas kutubuanas orientales,
Fiwaga y Foi,
estas lenguas no están cercanamente emparentadas con las lenguas kutubuanas occidentales, tal como conjeturaron Franklin y Voorhoeve (1973), y su división "kutubuana" ha sido desehechada por los estudios posteriores. Aunque las lenguas kutubuanas orientales tienen vocabulario aparentemente relacionado con el proto-trans-neoguineano, Ross considera que su inclusión dentro del grupo trans-neoguineano es discutible, por lo que solo considera su inclusión como provisional.